# Rob Ukawuba
Robert Chima Ukawuba (East Brunswick, Nueva Jersey, Estados Unidos, 2 de diciembre de 1994), conocido como Rob Ukawuba, es un jugador de baloncesto estadounidense con nacionalidad nigeriana. Con una altura oficial de 1,91 metros, juega en la posición de escolta.

## Trayectoria
Es un escolta formado en la East Brunswick High School de su ciudad natal hasta 2013, cuando ingresó en el Instituto de Tecnología de Nueva Jersey, situado en Newark, Nueva Jersey, donde jugaría durante cuatro temporadas la NCAA con los NJIT Highlanders, desde 2013 a 2017.
Finalizada su etapa universitaria, en la temporada disputó dos partidos con las Panteras de Aguascalientes de la Liga Nacional de Baloncesto Profesional de México. 
En la temporada 2018-19, llega a España para jugar en el CB Virgen de la Concha de la Liga EBA.
El 23 de julio de 2019, se incorpora a las filas del Círculo Gijón Baloncesto de la Liga LEB Plata, con el que disputó 22 partidos con una media de 21 minutos, 9.4 puntos, 2.8 rebotes y 7.7 de valoración.
El 16 de agosto de 2021, firma por el Club Baloncesto Tormes de la Liga EBA, equipo con el que logró el ascenso a LEB Plata y en el que firmó 15,7 puntos, 5,9 rebotes y 2 asistencias con unos porcentajes en tiros de campo sobresalientes para su posición (50% en T2 y 39% en T3).
El 21 de julio de 2022, firma por el CB Clavijo de la Liga LEB Plata.
El 9 de octubre de 2023, firma por el CB Zamora de la Liga LEB Plata. Semanas más tarde, se haría oficial su salida del conjunto zamorano.

## Selección nacional
Integró la selección de baloncesto 3x3 de Nigeria que fue subcampeona de la Copa de África FIBA 3x3 de 2023.